# 7 (Kotiteollisuus)
7 è il sesto album della band heavy metal finlandese Kotiteollisuus, prima nota come Hullu ukko ja kotiteollisuus.

## Tracce
1. Hulluutta ja humalaa – 3:24
2. Vieraan sanomaa – 4:29
3. Kaihola – 5:11
4. Perkeleen työtä – 3:09
5. Murheen mailla – 4:28
6. Syli – 6:14
7. Pohjanmaan kautta – 3:27
8. Raskas kantaa – 5:21
9. Hyvää tulevaisuutta – 5:24
10. Siemen alla routaisen maan – 5:23

## Formazione
- Jouni Hynynen - voce, chitarra, testi
- Janne Hongisto - basso, voce (sottofondo)
- Jari Sinkkonen - batteria, voce (sottofondo)